# Heinrich Danckelmann

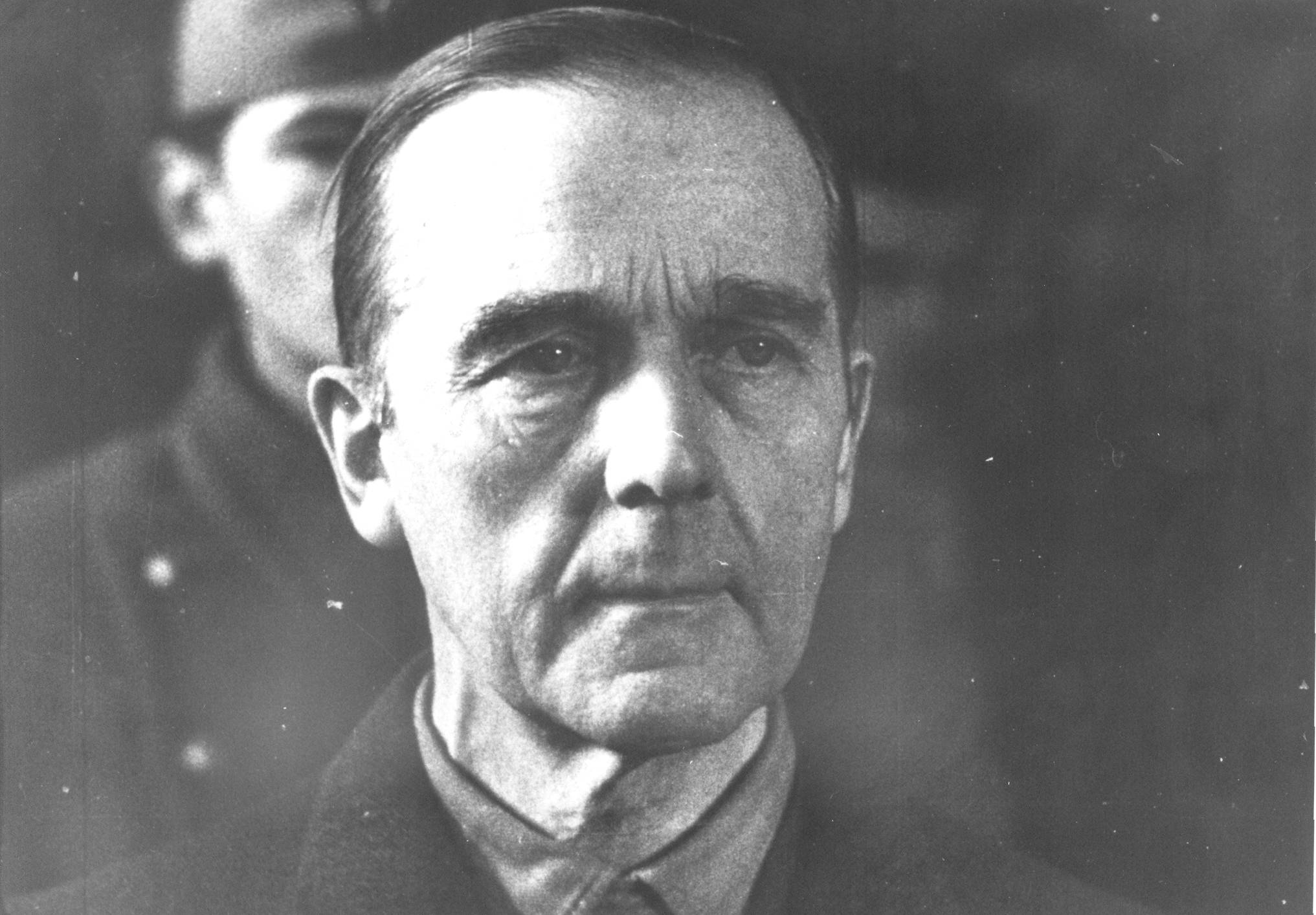
Heinrich Danckelmann durante os julgamentos por seus crimes de guerra em Belgrado, 1947.

Heinrich Dankelmann (2 de agosto de 1887 - 30 de outubro de 1947) foi um General da Luftwaffe que serviu como o terceiro Comandante Militar para o Território do Comandante Militar na Sérvia. Ele foi condenado à morte por crimes de guerra em Belgrado em 1947.